# East West Bank Classic 2007 - Doppio
Il doppio dell'East West Bank Classic 2007 è stato un torneo di tennis facente parte del WTA Tour 2007.
Virginia Ruano Pascual e Paola Suárez erano le detentrici del titolo, ma quest'anno non ha partecipato.
Květa Peschke e Rennae Stubbs hanno battuto in finale 6–0, 6–1 Alicia Molik e Mara Santangelo.

## Teste di serie
1. Alicia Molik /  Mara Santangelo (finale)
2. Květa Peschke /  Rennae Stubbs (campionessa)

1. Vania King /  Tiantian Sun (primo turno)
2. Gisela Dulko /  Marija Kirilenko (semifinali)

## Tabellone

### Legenda
| - Q = Qualificato - WC = Wild card - LL = Lucky loser | - ALT = Alternate - SE = Special Exempt - PR = Protected Ranking | - w/o = Walkover - r = Ritirato - d = Squalificato |